# Don Was
Don Was, pseudonimo di Donald Edward Fagenson (Detroit, 13 settembre 1952), è un produttore discografico e compositore statunitense.

## Carriera
Utilizza lo pseudonimo Don Was già con il suo gruppo musicale chiamato Was (Not Was) e fondato insieme a David Was (vero nome David Weiss) nei primi anni '80. Il suo strumento musicale prediletto è il basso, ma suona anche molti altri strumenti.
Da produttore discografico ha vinto il Grammy Awards 1995 come produttore dell'anno, mentre con l'album Nick of Time di Bonnie Raitt ha trionfato nel 1990 nella categoria Album dell'anno.
Nel 1997 ha diretto il film-documentario I Just Wasn't Made for These Times, incentrato sulla vita di Brian Wilson (Beach Boys).
Tra i dischi più importanti da lui prodotti vi sono Under the Red Sky di Bob Dylan (1990), Brick by Brick di Iggy Pop (1990), Voodoo Lounge dei Rolling Stones (1994) e Organic di Joe Cocker (1996).

## Discografia

### Con Was (Not Was)
- 1981 - Was (Not Was)
- 1983 - Born to Laugh at Tornadoes
- 1988 - What Up, Dog?
- 1991 - Are You Okay?
- 2008 - Boo!

### Altro
- 1992 - Read My Lips (come A Thousand Points of Night)

## Artisti con cui ha lavorato da produttore
- Floy Joy
- Carly Simon
- The Ward Brothers
- Bonnie Raitt
- The B-52s
- Michael McDonald
- Iggy Pop
- Bob Dylan
- Elton John
- Khaled
- Bob Seger
- Michelle Shocked
- Ringo Starr
- Glenn Frey
- Roy Orbison
- Willie Nelson
- David Crosby
- Jackson Browne
- The Rolling Stones
- Wailon Jennings
- The Highwaymen
- Brian Wilson
- Travis Tritt
- Joe Cocker
- Jaguares
- Richie Sambora
- Paul Westerberg
- Ziggy Marley
- Garth Brooks
- Barenaked Ladies
- The Black Crowes
- Hootie & the Blowfish
- Kris Kristofferson
- Jessi Colter
- Amos Lee
- Zucchero Fornaciari
- Old Crow Medicine Show
- Jill Sobule
- Stone Temple Pilots
- Kurt Elling
- Lucinda Williams
- John Mayer
- Van Morrison
- Aaron Neville
- Intocable